# Майкопский перевал
Майкопский перевал — перевал в северо-восточной части плато Лаго-Наки. Отметка перевала 2050 метров.
Перевал соединяет истоки левых притоков рек Цицы и правых притоков реки Шумик, а также приток реки Пшехи с запада. Перевал имеет асимметричные склоны: крутые с запада и пологие с востока. Перепад высот от основания 400 метров. Спуск на запад значительно более крутой (до 30° по травянистому склону).
Перевал используется как наиболее простой и короткий путь от Лагонакского нагорья в обход скальных массивов горы Фишт с запада с дальнейшим спуском к черноморскому побережью. Через Майкопский перевал проходит маркированная пешеходная тропа бывшего Всесоюзного планового маршрута.